# Juan Gualberto Guevara
Juan Gualberto Guevara (ur. 12 lipca 1882 w Villa de Vitor w archidiecezji Arequipa, zm. 27 listopada 1954 w Limie) – peruwiański duchowny katolicki, kardynał, arcybiskup Limy i prymas Peru. 

## Życiorys
Święcenia kapłańskie przyjął 2 czerwca 1906 roku w Arequipa. Podjął pracę duszpasterską w Chile w prowincji Arica w latach 1906–1910. Po powrocie do kraju był wicerektorem seminarium duchownego w Arequipa w latach 1910–1920. W latach 1920–1922 studiował na Papieskim Uniwersytecie Gregoriański w Rzymie, które ukończył doktoratem z prawa kanonicznego. 10 czerwca 1936 roku został obdarzony godnością prałata domowego Ojca Świętego. 15 grudnia 1940 roku został mianowany biskupem Trujillo i konsekrowany 2 marca 1941 roku w Arequipa przez abp. Fernando Cento nuncjusza apostolskiego w Peru. 23 maja 1943 roku został podniesiony do godności arcybiskupa Trujillo, zaś 13 stycznia 1945 roku także mianowany biskupem polowym. 16 grudnia 1945 roku został przeniesiony na stolicę metropolitalną w Limie. Na konsystorzu 18 lutego 1946 roku Pius XII wyniósł go do godności kardynalskiej z tytułem prezbitera Sant’Eusebio. Był pierwszym kardynałem pochodzącym z Peru. Zmarł 27 listopada 1954 roku w Limie na raka i pochowano go w miejscowe archikatedrze. 